# حفظ التربة

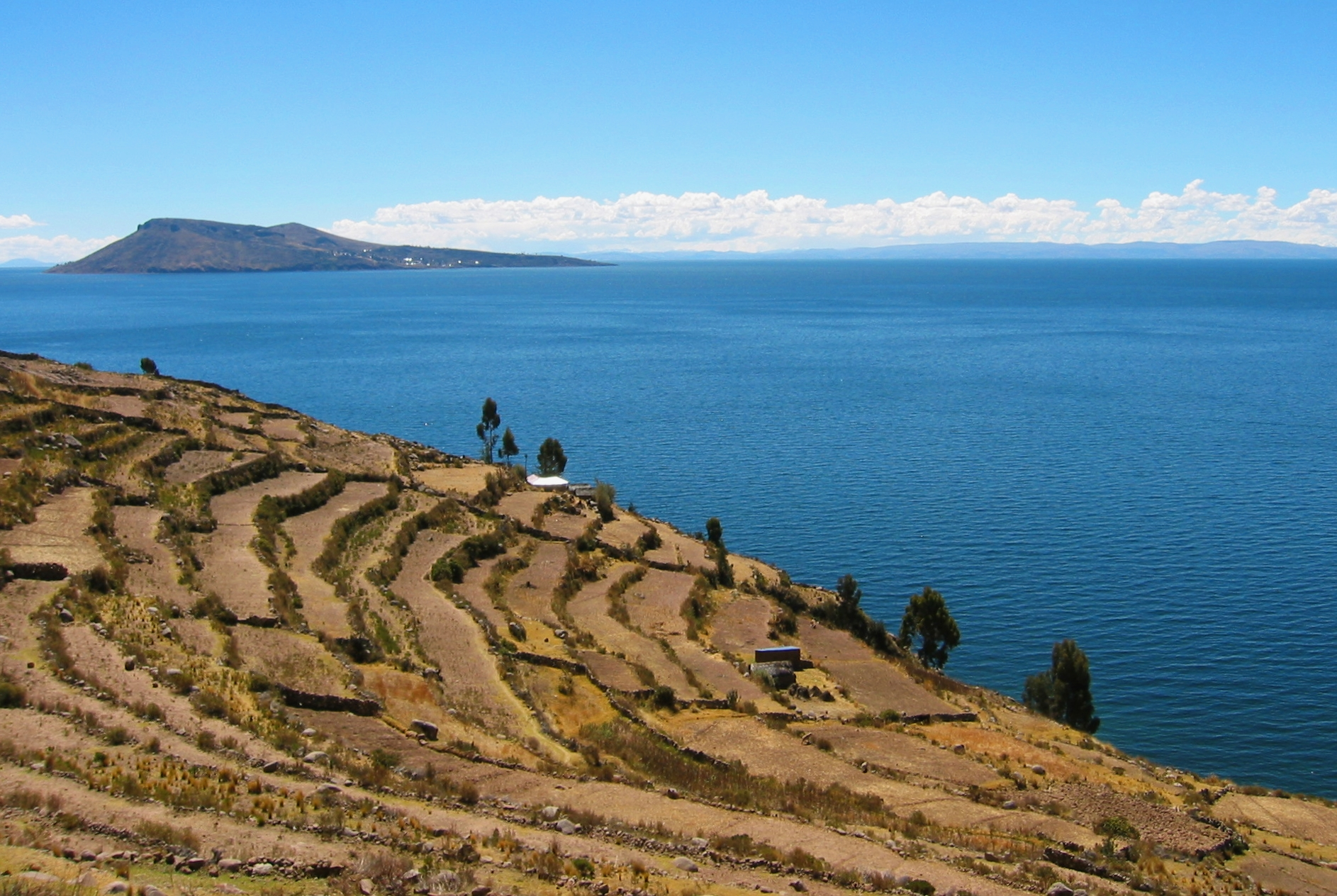

حفظ التربة من التعري من سطح الأرض أو من تغيرها بسبب انهاكها أو زيادة الملح أو الاحماض أو تلوث التربة الكيميائي له طرق.